# Nora (Nebraska)
Nora je selo u američkoj saveznoj državi Nebraska. Prema popisu stanovništva iz 2010. u njemu je živjelo 21 stanovnika.